# Michel Provins
Pour les articles homonymes, voir Provins (homonymie) et Langeron.
Michel Provins est le nom de plume d'Anne Gabriel François Camille Lagros de Langeron, écrivain français né le 23 mai 1861 à Nogent-sur-Seine et mort le 1er octobre 1928 à Paris 16e.

## Biographie

### Homme de finances
Gabriel Lagros de Langeron, issu d'une famille bourgeoise, est le fils de Charles Antoine Ernest Lagros de Langeron, propriétaire, sous-préfet de 1853 à 1870, chevalier de la Légion d’honneur, et Gabrielle Louise Adèle Chabrelie. Il entame de solides études de droit et devient avocat à la Cour d'appel de Paris. Il épouse à Paris (8e) le 27 décembre 1888 Céline Marguerite Marie Renaud, fille de Félix Renaud (1832-1907), alors procureur général de la Cour des comptes dont il deviendra le premier président, ancien député de Saône-et-Loire (1871 à 1876), ancien maire (1870) de Chalon-sur-Saône, ancien préfet (1876-1880), commandeur de la Légion d’honneur. Les deux sœurs de sa femme épousèrent, l'une le préfet Henri Duréault (1858-1942) et l'autre le général de brigade Camille Cousin (1852-1907), tous deux commandeurs de la Légion d’honneur.
Après son mariage, il devient chef-adjoint du Parquet à la Cour des comptes (1892-1898), puis quitte cette institution pour les fonctions de receveur-percepteur de la Seine (1901-1919) et administre plusieurs sociétés importantes. Nommé chevalier de la Légion d’honneur en 1906, il fut promu officier en 1927. Il effectua son service militaire dans l'infanterie et fut, dans la réserve, capitaine dans un régiment territorial d'infanterie.

### Homme de lettres
Il écrivit plusieurs dizaines d'histoires et de nouvelles des années 1890 jusqu'au début des années 1910. Il commença tôt une carrière de journaliste, écrivant dans de grands journaux comme Le Figaro ou au Le Journal, etc., mais il écrivit surtout pour l'Illustration (à partir de 1894). Il est l'auteur de quelques pièces de théâtre. Il fut membre du Comité de la Société des gens de lettres et professeur d'économie à l'Association philotechnique. Lorsqu'il arrêta d'écrire des nouvelles au milieu des années 1910, il s'adonna entièrement à sa passion pour l'économie notamment à la tête de la partie économique de l'Illustration appelée L'Illustration économique et financière.

## Œuvres littéraires

### Histoires et nouvelles, romans, divers
- La Femme d'aujourd'hui
- Les Lendemains d'aujourd'hui, éd. Paul Ollendorff, 1899.
- Les Fées d'amour et de guerre
- Les Passionnettes, éd. Paul Ollendorff, 1901.
- L'Histoire d'un ménage
- Heures conjugales, éd. Paul Ollendorff, 1902.
- l'entraîneuse, éd. Paul Ollendorff, 1903.
- Tendresses futiles
- Dialogue d'amour
- Du désir au fruit défendu
- L'Inconsolable
- L'Arbitre
- Le Piment
- Jasmin
- Le Fond secret
- Le Fils unique
- Les sept cordes de la lyre
- Le cœur double - Le grain de sel, éd. Charpentier et Fasquelle, 1908.
- Comment elles nous prennent, éd. Charpentier et Fasquelle, 1904.
- Les illusions, éd. Charpentier et Fasquelle, 1906.
- Celles qu'on brûle, celles qu'on envoie
- Le Clos de Vougeot et son château, son histoire, sa vigne, son avenir, éd. Victor-Havard, 1896.

### Théâtre
- le talon. Comédie en un acte
- L'École des Flirts. Comédie en un acte

- Incompatibilité d'humeur. Comédie en un acte
- Les Dégénérés. Comédie en trois actes
- Le Vertige. Comédie en quatre actes
- Un Roman de théâtre
- Les Arrivistes. Comédie en quatre actes
- Le feu sous la cendre. Comédie en un acte